# Котлари (дем Еордея)
 Тази статия е за селото в Гърция.  За селото в България вижте Котлари.  
Котлари или Котлар (на гръцки: Πεντάβρυσος, Пендаврисос, до 1927 година Κουτλάρ, Кутлар) е село в Егейска Македония, Гърция, в дем Еордея, област Западна Македония.

## География
Селото е разположено на 600 m надморска височина, на 7 километра североизточно от Кайляри (Птолемаида) в западното подножие на Каракамен (Вермио).

## История

### В Османската империя
В „Етнография на вилаетите Адрианопол, Монастир и Салоника“, издадена в Константинопол в 1878 година и отразяваща статистиката на населението от 1873 година, Кутлари (Koutlari) е посочено като село в каза Джумали с 30 домакинства и 80 жители българи. По-късно селото е отбелязвано като турско.
В 1889 година Стефан Веркович („Топографическо-этнографическій очеркъ Македоніи“) пише за Котлар:
| „ | На изток от Кайляр на 1 час разстояние, над реката е разположено мохамеданското село Мали Куртелер с 25 къщи и 58 нуфузи, плащащи 2600 пиастри данък. Десятъкът достига от 3600 до 4800 пиастри. В селото има много вода. Полята са добре напоявани и дават отлична реколта. | “ |

### В Гърция
През Балканската война в селото влизат гръцки части, а след Междусъюзническата война Котлари попада в Гърция. Селото не се споменава в преброяванията от 1913 година и в 1920 година.
Селото е обновено през 20-те години са настанени гърци бежанци от Понт. В 1927 година селото е прекръстено на Пендаврисос.
Традиционно населението се занимава с отглеждане на жито и тютюн.
| Име      | Име        | Ново име | Ново име | Описание                                       |
| -------- | ---------- | -------- | -------- | ---------------------------------------------- |
| Салчилар | Σαλιτσιλάρ | Гидотопи | Γιδοτόπι | местност и възвишение на СИ от Котлари (622 m) |

| Година    | 1913 | 1920 | 1928 | 1940 | 1951 | 1961 | 1971 | 1981 | 1991 | 2001 | 2011 | 2021 |
| --------- | ---- | ---- | ---- | ---- | ---- | ---- | ---- | ---- | ---- | ---- | ---- | ---- |
| Население |      |      | 177  | 286  | 252  | 229  | 200  | 216  | 203  | 305  | 224  | 177  |